# Batalla de Sharon
La batalla de Sharon es va lluitar entre el 19 i 25 de setembre de 1918, durant els últims mesos de la campanya del Sinaí i Palestina de la Primera Guerra Mundial. Va començar després de la batalla de Meguidó i va finalitzar mig dia abans de la batalla de Nablus.